# Дормелето
Дормелето (итал. Dormelletto) је насеље у Италији у округу Новара, региону Пијемонт.
Према процени из 2011. у насељу је живело 2613 становника. Насеље се налази на надморској висини од 221 м.

## Становништво
| 1936. | 1951. | 1961. | 1971. | 1981. | 1991. | 2001. | 2011. |
| ----- | ----- | ----- | ----- | ----- | ----- | ----- | ----- |
| 944   | 1.148 | 1.307 | 2.248 | 2.518 | 2.593 | 2.482 | 2.643 |